# Det blæser op til storm
|  | Denne artikel er oprettet af botten Steenthbot ud fra en ekstern database. Den kan derfor have sproglige fejl eller mangler. Denne skabelon kan fjernes efter kontrol af indholdet. |

Det blæser op til storm er en dansk dokumentarfilm fra 1950 efter manuskript af Hans Herloff.

## Handling
Beskrivelse fra Arkivthy.dk:
Filmen er tilstræbt spillefilmsagtig og handler om fiskersamfundet i Agger. Handlingen sættes i gang af to brødre, der driver til havs i en jolle, mens faderen er på havet. Drengene bjerges af en lystfisker, og der antydes en redning gennem forbøn. Handlingen foregår ved havet i Agger og i Agger by. De medvirkende i filmen er lokale folk fra Agger. Scenen med den gamle mand, er fra den gamle havn i Agger kaldet "Æ Æwer".